# ودلگو
ودلگو (به ایتالیایی: Vedelago) یک کومونه در ایتالیا است که در استان ترویزو واقع شده‌است.

## خصوصیات
ودلگو ۶۱٫۷ کیلومترمربع مساحت و ۱۶٬۱۵۱ نفر جمعیت دارد و ۴۳ متر بالاتر از سطح دریا واقع شده‌است.